# Willard Rice
Willard Wadsworth Rice (ur. 21 kwietnia 1895 w Newtonville w stanie Massachusetts, zm. 21 lipca 1967 w Weston w Massachusetts) – amerykański hokeista, który podczas zimowych igrzysk olimpijskich w 1924 roku, wraz z reprezentacją amerykańską zdobył srebrny medal.
Rice był absolwentem Uniwersytetu Harvarda w 1922. Grał w drużynie hokejowej Boston Athletic Association w latach 20. i 30. Był również dyrektorem firmy produkującej mydło.